# Anton Gigl (Stuckateur)

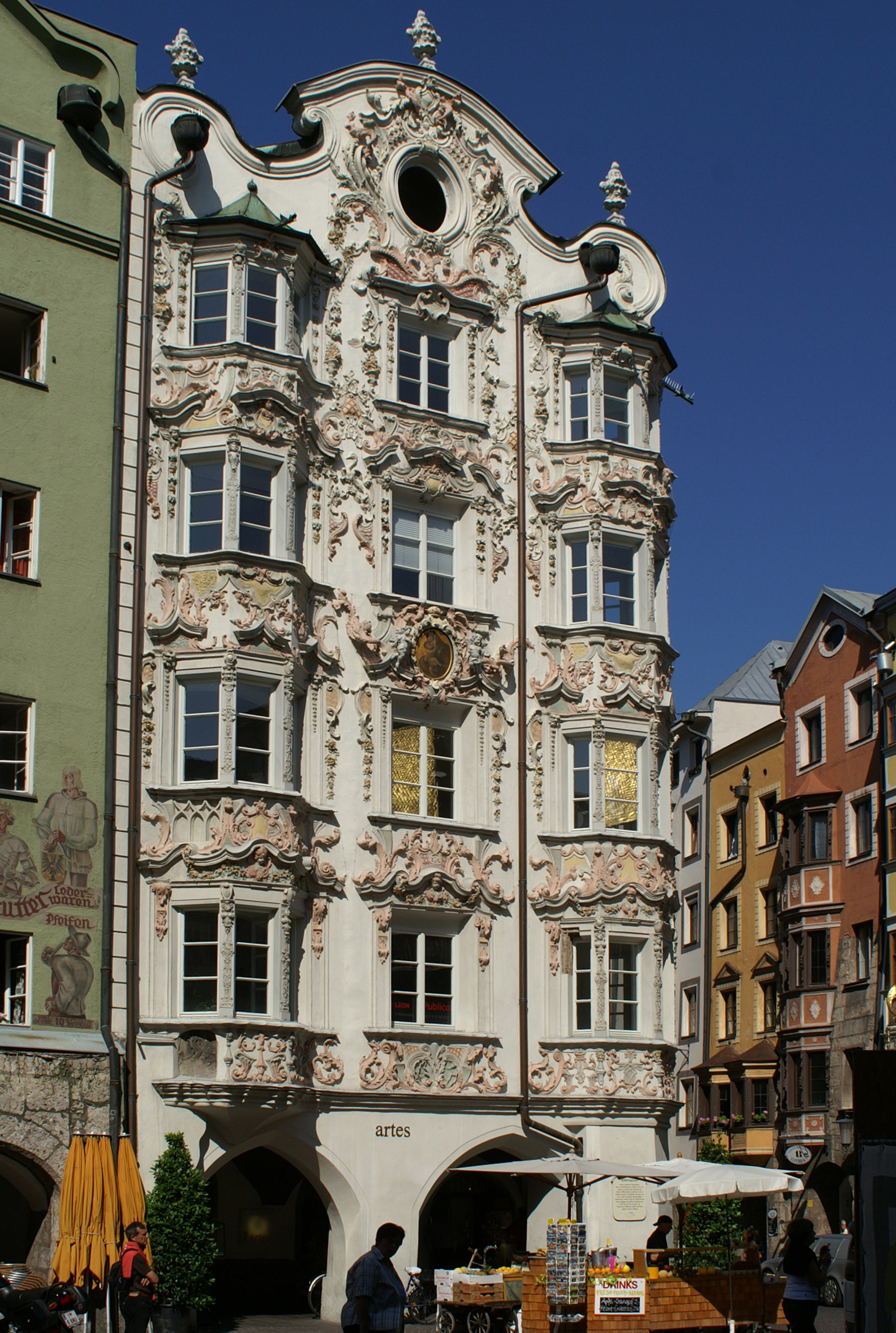
Fassade des Helblinghauses in Innsbruck

Anton Gigl (* 1700 in Wessobrunn; † 4. April 1769 in Innsbruck) war ein Stuckateur der Wessobrunner Schule.

## Leben
Anton und sein Bruder Augustin, die aus der Wessobrunner Stuckateursfamilie Gigl stammen, ließen sich um 1720 in Innsbruck nieder und waren dort die Hauptvertreter des Gitter- und Bandelwerkstucks. Ein weiteres Mitglied der Familie, Johann Georg Gigl (1710–1765), blieb in Deutschland.

## Werke
- Stuckaturen im Treppenhaus des Alten Landhauses in Innsbruck (um 1730)[2]
- Fassadenstuck und Deckenstuck am Helblinghaus in Innsbruck (um 1730)[2]
- Stuck mit Bandl-Gitterwerk in der Spitalkirche Lienz (um 1730)[2]
- Architekturreiche Stuckatur in der Wiltener Basilika, Anton Gigl oder Franz X. Feichtmayr[2]
- Üppiger Stuckdekor im Langhaus der Pfarrkirche Axams (um 1733)[2]
- mit Augustin Gigl und Engelmund Lambs: Stuckaturen in der Pfarrkirche Rattenberg (1733)[2]
- Dichter Stuckdekor im Gewölbe und an den Schildbogenwänden der Fenster in der Pfarrkirche Kundl (um 1735)[2]
- Stuck in der Pfarrkirche Arzl (1735/1737)[3]
- Früh-Rokoko-Stuck in der Pfarrkirche Mieders (um 1738)[2]
- mit Augustin Gigl: Stucco lustro am Hochaltar und der Kanzel der Dekanatspfarrkirche St. Johann in Tirol (um 1740)[2]
- Sehr reicher Rokoko-Stuck in der Pfarrkirche Fulpmes (1746/1747)[2]
- Rokoko-Kanzel in der Pfarrkirche Going am Wilden Kaiser[2]
- Brixner Dom
- Stiftskirche des Klosters Neustift